# Concórdia
Concórdia este un oraș în Santa Catarina (SC), Brazilia.